# امتصاص الجلوكوز
تَخْتَلِفُ طَرِيقَةُ اِمْتِصَاصِ الجلوكوز فِي جَمِيعِ الأنسجة اِعْتِمَادًا عَلَى عَامِلِينَ؛ الْاِحْتِيَاجَاتِ الايضية للأنْسجَة وَتَوَافَرَ الجلوكوز. الطَّرِيقَتَانِ الْلَتَانِ يَمِّكُنَّ أَنْ يُحْدِثَ بِهُمَا اِمْتِصَاصُ الغلوكوز هُمَا الْاِنْتِشَارُ الْمُيَسَّرُ (عَمَلِيَّةَ لافاعلة) وَالنَّقْلَ الْنشط الثَّانَوِيَّ (عَمَلِيَّةَ فَاعِلَةَ تَحَدُّثٍ بِالْاِعْتِمَادِ عَلَى التَّدَرُّجِ الْأَيونِيِّ الَّذِي يُتْمِ إنشاؤه مِنْ خِلَالَ حلمأَةْ أدينوسين ثُلَاثِيَّ الْفُسْفَاتِ، وَالْمَعْرُوفَ بَاسِمُ النَّقْلِ الْفَاعِلِيِّ الْأَوَّلِيِّ). النَّقْلَ الْفَاعِلَ هُوَ حَرَكَةُ الْأَيونَاتِ أَوِّ الجزيئات عَكَسَ مدَرُّوجُ التَّرْكِيزِ.

## الانتشار الميسر/الانتشار المسهل

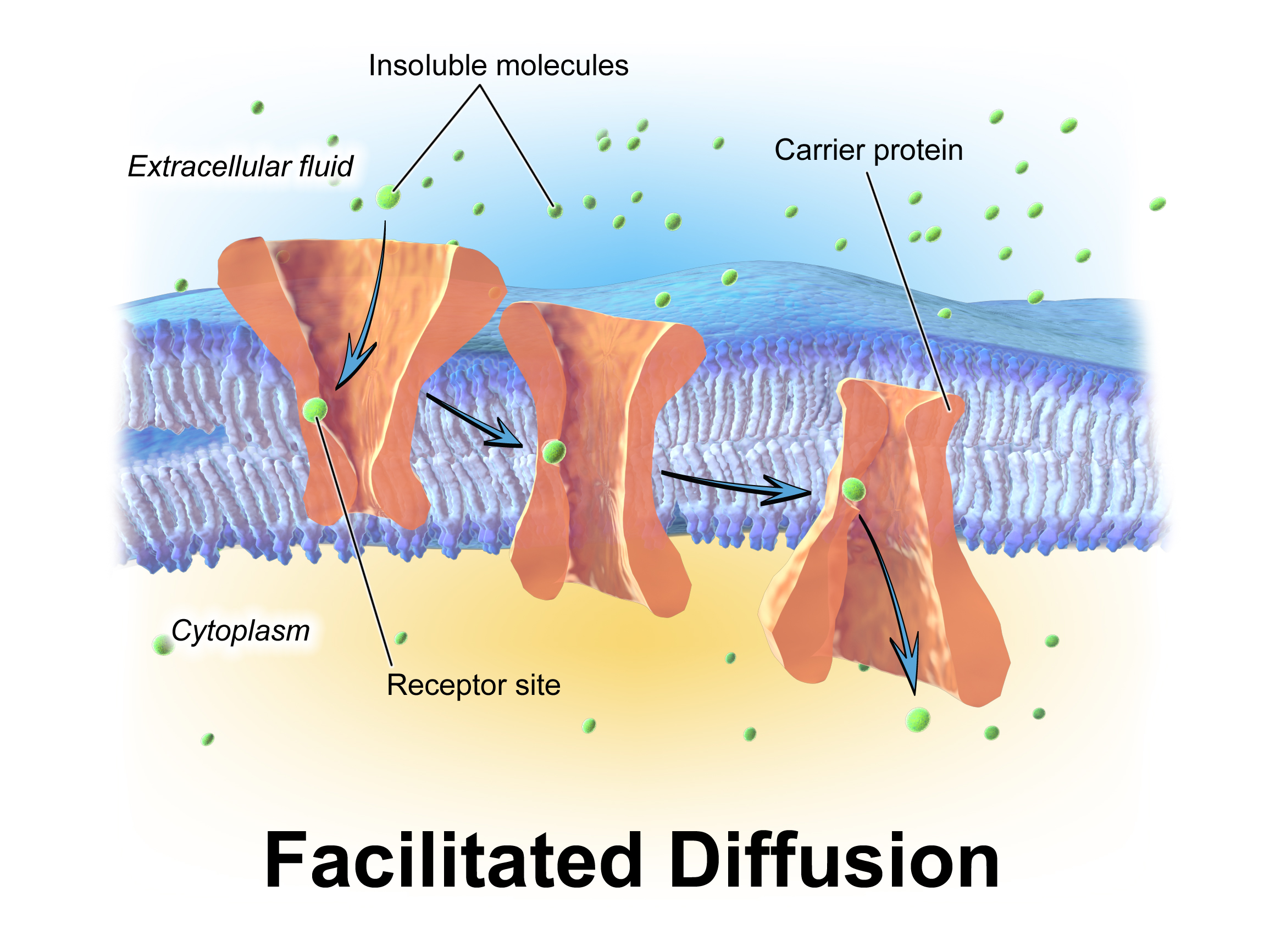
الانتشار المسهل / الانتشار الميسر يحتاج إلى بروتينات ناقلة

هُنَاكَ أَكْثَرِ مَنْ 10 أَنْوَاعَ مُخْتَلِفَةَ مِنْ نَاقِلَاتٍ الغلوكوز. نَاقِلَاتُ الجلوكوز من النوع الأول حتى النوع الرابع (GLUT1-4) هُنَّ الْأَكْثَرُ أَهَمِّيَّةً لِلدِّرَاسَةِ.
يَقَعُ النوع الأول من نَاقِلَاتُ الجلوكوز (GLUT1) وَالنوع الثالث من نَاقِلَاتٍ الجلوكوز (GLUT3) فِي الْغِشَاءِ البلازمي لِلْخَلَاَيَا فِي جَمِيعِ أَنْحَاءِ الْجِسْمِ، حَيْثُ أَنَّهُمَا مَسْؤُولَانِ عَنِ الْحِفَاظِ عَلَى الْمُعَدَّلِ الْأَسَاسِيِّ لِاِمْتِصَاصِ الْجلُوكُوزِ.
يَبْلُغُ الْمُعَدَّلُ الاساسي لِلْجلُوكُوزِ فِي الدَّمِ حَوَالِيَّ 5 مَلِيٍّ مولار(5Mm). قِيمَةَ حَرَكِيَّةَ ميكايليس وَمَيْنَتَيْنِ (Km) لِبرُوتِينِِ النوع الأول من نَاقِلِ الجلوكوز (GLUT1) وَالنوع الثالث من نَاقِلَ الجلوكوز (GLUT3) هِي 1 مُلِّي مولار، بِحَيْثُ إِنَّ حَرَكِيَّةَ ميكايليس وَمَيْنَتَيْنِ (Km) هِي مُؤَشِّرٌ عَلَى أُلْفَةِ/اِنْجِذَابَ الْبرُوتِينِ النَّاقِلِ لجزيئات الْجلُوكُوزَ؛ تُشِيرُ قِيمَةُ حَرَكِيَّةُ ميكايليس وَمَيْنَتَيْنِ الْمُنْخَفِضَةَ إِلَى وُجُودِ أُلْفَةِ كَبِيرَةِ. لِذَلِكَ فَإِنَّ النوع الأول من نَاقِلَاتٍ الجلوكوز (GLUT1) وَالنوع الثالث من نَاقِلَاتٍ الجلوكوز (GLUT3) لَدَيْهُمَا أَلَفَّةَ كَبِيرَةَ لِلْجلُوكُوزِ وَ بالتالي يَكُونُ مُعَدَّلُ الْاِمْتِصَاصِ مِنْ مَجْرَى الدَّمِ ثابتً.
عَلَى النَّقِيضِ مِنْ ذَلِكَ، فَإِنَّ النوع الثاني من نَاقِلَاتٍ الجلوكوز (GLUT2) لَهُ قِيمَةُ حَرَكِيَّةُ ميكايليس وَمَيْنَتَيْنِ عَالِيَةَ (15- 20 مُلِّي مولار) وبالتالي أَلَفَّةَ مُنْخَفِضَةَ لِلْجلُوكُوزِ. هَذِهِ النَّاقِلَاتِ مَوْجُودَةَ الْغِشَاءِ البلازمي لِخَلَاَيَا الْكَبِدِ وَخَلَاَيَا بَيْتَا الْبَنْكِرْيَاسِيَّةِ ( فِي الْفِئْرَانِ، وَلَكِنَّ النوع الأول من نَاقِلَاتٍ الجلوكوز (GLUT1) فِي خَلَاَيَا بَيْتًا فِي الْإِنْسَانِ).
قِيمَةَ حَرَكِيَّةَ ميكايليس وَمَيْنَتَيْنِ الْعَالِيَةَ لِبرُوتِينِ النوع الثاني من نَاقِلِ الجلوكوز (GLUT2) بِاِسْتِشْعَارِ الْجلُوكُوزِ؛ بِحَيْثُ يَتَنَاسَبُ مُعَدَّلُ دُخُولِ الْجلُوكُوزِ طَرْديا مَعَ مُسْتَوَيَاتِ الْجلُوكُوزِ فِي الدَّمِ.
النوع الرابع من نَاقِلَاتُ الجلوكوز (GLUT4) حَسَاسَةً لِلْأَنْسُولِينِ، وَتُوجَدُ فِي الأنسجة الْعَضَلِيَّةَ وَالدُّهْنِيَّةَ. نَظَرًا لِأَنَّ الْعَضَلَاتِ هِي مَوْقِعُ تَخْزِينِ رَئِيسِيِّ لِلْجلُوكُوزِ والأنسجة الدُّهْنِيَّةَ لِتَخْزِينٍ لِلدَّهونِ الثُّلَاثِيَّةَ (الَّتِي يَمِّكُنَّ تَحْوِيلَ الْجلُوكُوزِ إِلَيْهَا لِلتَّخْزِينِ)، فَإِنَّ النوع الرابع من نَاقِلَاتٍ الجلوكوز (GLUT4) مُهِمٌّ فِي اِمْتِصَاصِ الْجلُوكُوزِ الزَّائِدِ مِنْ مَجْرَى الدَّمِ بَعْدَ تُنَاوِلُ الطَّعَامَ. عِلَاَوَةٌ عَلَى ذَلِكَ، تَظْهَرُ الْعَدِيدُ مِنَ الْأَوْرَاقِ الْبَحْثِيَّةِ الْحَديثَةِ أَنَّ النوع الرابع من نَاقِلَاتٍ الجلوكوز (GLUT4) مَوْجُودَةً فِي الدِّمَاغِ أَيْضًا.
دَوَاءُ الميتفورمين (metformin) يَعْمَلُ عَلَى فَسَفَرَةً النوع الرابع من نَاقِلَاتٍ الجلوكوز (GLUT4)، وبالتالي يَزِيدُ مِنْ حَسَّاسِيَّتِهِ لِلْأَنْسُولِينِ.
اثِّنَاءِ الصِّيَامَ، سَيَتِمُّ التَّعْبِيرُ عن بَعْضَ النوع الرابع من نَاقِلَاتٍ الجلوكوز (GLUT4) عَلَى سَطْحِ الْخَلِيَّةِ. وَمَعَ ذَلِكَ، فَإِنَّ مُعَظَّمَهَا مُتَوَاجِدَةٌ فِي الْحُوَيْصِلَاتِ الْهُيُولِيَّةِ دَاخِلَ الْخَلِيَّةِ. بَعْدَ تَنَاوُلِ الْوَجْبَةِ وَعِنْدَ اِرْتِبَاطِ الْأَنْسُولِينِ (يُفْرِزُ مِنْ جَزَرِ لانجرهانز) بِالْمُسْتَقْبَلَاتِ الْمَوْجُودَةِ عَلَى سَطْحِ الْخَلِيَّةِ، تَبْدَأُ سِلْسلَةُ الْإشَارَاتِ بِتَفْعِيلِ نَشَاطِ إنزيم الفوسفاتيديلينوسيتول كيناز (phosphatidylinositol kinase) الَّذِي يَبْلُغُ ذُرْوَتُهُ فِي حَرَكَةِ الْحُوَيْصِلَاتِ الْهُيُولِيَّةِ بِاِتِّجَاهِ غِشَاءِ سَطْحِ الْخَلِيَّةِ. عِنْدَ الْوُصُولِ إِلَى الْغِشَاءِ البلازمي، تَنْدَمِجُ الْحُوَيْصِلَاتُ مَعَ الْغِشَاءِ، مِمَّا يَزِيدُ مِنْ عُدَدِ النوع الرابع من نَاقِلَاتِ الجلوكوز (GLUT4) الْمَعْبَرَ عَنْهَا عَلَى سَطْحِ الْخَلِيَّةِ، وبالتالي زِيَادَةَ اِمْتِصَاصِ الْجلُوكُوزِ.

## النقل النشط الثانوي/النقل الفاعل الثانوي
مُمْكِنٌ أَنْ يَحْدُثَ الْاِنْتِشَارُ الْمُيَسَّرُ بَيْنَ مَجْرَى الدَّمِ وَالْخَلَاَيَا لِأَنَّ تَدَرُّجَ التَّرْكِيزِ بَيْنَ الْبِيئَةِ خَارِجَ الْخَلِيَّةِ وَالْبِيئَةِ دَاخِلَ الْخَلَاَيَا لَا يَتَطَلَّبُ حلمأَةْ أدينوسين ثُلَاثِيَّ الْفُوسْفَاتِ. وَمَعَ ذَلِكَ، فِي الْكُلَى، يَتِمُّ إِعَادَةُ اِمْتِصَاصِ الْجلُوكُوزِ مِنَ الرشاحة فِي تَجْوِيفِ النبيبات، حَيْثُ يَكُونُ الترْكِيزِ مُنْخَفِضِ نِسْبِيًّا، وَيَمَرُّ عَبْرُ الظِّهَارَةِ الْمُكَعَّبَةِ الْبَسيطَةِ الَّتِي تُبَطِّنُ النبيبات الْكُلْوِيَّةَ، وَإِلَى مَجْرَى الدَّمِ حَيْثُ يَكُونُ الْجلُوكُوزُ ذُو تَرْكِيزِ عَالٍ نِسْبِيًّا. لِذَلِكَ، فَإِنَّ مدروج تَرْكِيزَ الْجلُوكُوزِ يُعَارِضُ إِعَادَةُ اِمْتِصَاصِهِ، وَالطَّاقَةَ مَطْلُوبَةٌ لِاِنْتِقَالِهِ.

تعتبر آلية عمل مضخة صوديوم-بوتاسيوم مثالا على النقل النشط الأولي.

يَرْتَبِطُ النَّقْلُ الثَّانَوِيُّ النشط لِلْجلُوكُوزِ فِي الْكُلَى بِأَيونِ الصُّودْيُومِ (+Na)؛ لِذَلِكَ يَجِبُ إِنْشَاءُ مدروج لِتَرْكِيزِ أَيونِ الصُّودْيُومِ (+Na). يَتِمُّ تَحْقِيقُ ذَلِكَ مَنْ خِلَالَ عَمَلِ مِضَخَّةِ الصُّودْيُومِ وَالْبُوتَاسْيُومِ (Na+/ K+ pump)، حَيْثُ يُتْمِ تَوْفِيرِ الطَّاقَةِ مِنْ خِلَالَ حلمأَةْ أدينوسين ثُلَاثِيَّ الْفُوسْفَاتِ (ATP). يَتِمُّ بَثْقٍ ثَلاث أَيونَاتِ صُودْيُومِ (+Na) مِنَ الْخَلِيَّةِ مُقَابِلَ اِثْنَينِ مِنْ أَيونَاتِ الْبُوتَاسْيُومِ (+K) تَدَخُّلٌ لِلْخَلِيَّةِ مِنْ خِلَالَ إنزيم الأدينوسين ثُلَاثِيَّ الْفُوسْفَاتِ (Na+/ K+- ATPase) الْمَوْجُودَ دَاخِلُ غِشَاءِ الْخَلِيَّةِ؛ هَذَا يَتِرُكَ نَقْصًا نِسْبِيًّا فِي الصُّودْيُومِ الْحَيْزَ دَاخِلُ الْخِلْوِيِّ. تَنْتَشِرُ أَيونَاتُ الصُّودْيُومِ مَعَ مدروج تَرْكِيزَهَا فِي النَّسِيجِ الطِّلَاَئِيِّ الْعِمَادِيِّ، وَتَشْتَرِكَ فِي نَقْلِ الْجلُوكُوزِ. بِمُجَرَّدِ دُخُولِ الْجلُوكُوزِ إِلَى الْخَلَاَيَا الظِّهَارِيَّةِ، يَعُودُ الْجلُوكُوزُ إِلَى مَجْرَى الدَّمِ مِنْ خِلَالَ الْاِنْتِشَارِ الْمُسَهِّلِ مِنْ خِلَالَ النوع الثاني من نَاقِلَاتٍ الجلوكوز (GLUT2).
وَمِنْ ثَمَّ، فَإِنَّ إِعَادَةَ اِمْتِصَاصِ الْجلُوكُوزِ تَعْتَمِدُ عَلَى مدروج تَرْكِيزَ الصُّودْيُومِ الْحَالِيِّ الَّذِي تَمِّ إنشاؤه مِنْ خِلَالَ إنزيم الأدينوسين ثُلَاثِيَّ الْفُوسْفَاتِ (Na+/ K+- ATPase). نَظَرًا لِأَنَّ النَّقْلَ الْمُشْتَرَكَ لِلْجلُوكُوزِ مَعَ الصُّودْيُومِ مِنَ التَّجْوِيفِ لَا يَتَطَلَّبُ بِشَكْلِ مُبَاشِرِ حلمأَةْ أدينوسين ثُلَاثِيَّ الْفُوسْفَاتِ (ATP) وَلَكِنَّهُ يَعْتَمِدُ عَلَى عَمَلِ إنزيم الأدينوسين ثُلَاثِيَّ الْفُوسْفَاتِ (ATPase)، يَوْصُفُ هَذَا بِأَنَّهُ نَقْلُ نَشِطَ ثَانَوِيٌّ.
يُوجِدُ نَوْعَانِ مِنَ النَّاقِلَاتِ الثَّانَوِيَّةِ النَّشَطَةَ الْمَوْجُودَةَ دَاخِلُ النبيبات الْكُلْوِيَّةَ؛ بِالْقُرْبِ مِنَ الْكُبَيْبَةِ، حَيْثُ تَكَوُّنِ مُسْتَوَيَاتِ الْجلُوكُوزِ مُرْتَفِعَةً، فَإِنَّ النَّاقِلَ الْمُشَارِكَ صُودْيُومَ / جلوكوز 2 (SGLT2) لَدَيْهُ أَلَفَّةَ (اِنْجِذَابَ) مُنْخَفِضَةً وَلَكِنَّ قُدْرَةَ عَالِيَةَ عَلَى نَقْلِ الْجلُوكُوزِ. تَمَّ الْعُثُورُ عَلَى نَاقِلَاتٍ مُشَارِكَةٍ صُودْيُومَ / جلوكوز 1 (SGLT1) بِالْقُرْبِ مِنَ اِلْتِوَاءِ هنلِي والنبيب الْكُلْوِيَّ الْبَعيدَ مِنَ الْوَحْدَةِ الْأُنْبوبِيَّةِ الْكُلْوِيَّةِ حَيْثُ تَتِمُّ إِعَادَةُ اِمْتِصَاصِ الْكَثِيرِ مِنَ الْجلُوكُوزِ فِي مَجْرَى الدَّمِ. هَذِهِ النَّاقِلَاتِ لَدَيْهَا قَابِلِيَّةُ عَالِيَةُ لِلْجلُوكُوزِ وَقُدْرَةِ مُنْخَفِضَةِ. يَعْمَلُ هَذَانِ النَّاقِلَانِ الثَّانَوِيَّانِ النَّشِطَانِ جَنْبًا إِلَى جَنْبِ، مِمَّا يَضُمَّنَّ إهْدَارُ كَمِّيَاتِ ضَئِيلَةَ فَقَطْ مِنَ الْجلُوكُوزِ مِنْ خِلَالَ إِخْرَاجِهَا فِي الْبَوْلِ.